# 潘毅琴
潘毅琴（1963年12月—），女，回族，北京人，中华人民共和国政治人物，曾任重庆市人民政府副市长、党组成员，最高人民检察院党组成员、政治部主任。她是中共十九大代表。